# Acanthoscelides lespedezae
Acanthoscelides lespedezae là một loài bọ cánh cứng trong họ Bruchidae. Loài này được Iablokov & khnzoryan miêu tả khoa học năm 1974.